# 森宗意軒
森 宗意軒（もり そういけん、? - 寛永15年2月28日（1638年4月12日））は、安土桃山時代から江戸時代前期にかけての人物。キリシタンで、島原の乱の一揆勢における惣奉行、目付、兵糧奉行である。
なお名前の軒は軒号であり、宗意軒は通称ないし雅号である。

## 概要
父は西村孫兵衛（森長意軒）。先祖の代から、河内国石川郡の水分五社大明神の南木大明神で神司を勤めていた。
宗意軒は号であり、幼名は傅之丞。傅之丞は武士となって三左衛門と称し、小西行長へ奉公に出たという。文禄・慶長の役時に、行長の荷物を運ぶ船宰領（船頭）となって朝鮮へと渡航した。しかし途中で難破し南蛮船に助けられ、南蛮へ行く。オランダにも行き、6～7年間を過ごした。
その後、中国で入廟老という者に火術、外科治療の法、火攻めの方法などを伝授した。日本へ戻ってきた時にはすでに行長は刑死しており、そのため高野山に身を潜めた。大坂の陣では真田信繁の軍について戦うが落城し、肥後国天草島へ落ちのび森宗意軒と改名して住んだ。
島原の乱で戦死。弟子に田崎刑部がいる。
熊本県上天草市大矢野町中柳地区に森宗意軒神社がある。

## フィクション作品
島原の乱を扱った作品では、定番キャラクターとして顔を出す。
- 山田風太郎の『魔界転生』では島原の乱を生き延びて、忍法魔界転生で復活させた天草四郎や宮本武蔵を操る黒幕として登場する。また、山田の作品では、由井正雪とのコンビでの登場も多い。
- 荒山徹の短編小説「サラン 哀しみを越えて」では、小西行長の家臣、三木宗右衛門が名を変えたもの。養女おたあとともに、後に天草四郎となると思われる子供を育てる。同作は『魔界転生』のオマージュであり、クララお品など、『魔界転生』と共通する点が多く見られる。同じく荒山の『柳生黙示録』では、ルイス・フロイスの後身として登場。柳生友矩の後身である天草四郎とともに、キリシタンによる日本征服を目論む。
- 伴野朗の『傾国伝』では、小西家の遺臣として登場。朝鮮陣では忍びの不知火組を率いて、朝鮮から中国にかけて暗躍。島原・天草の暴政を見て、天草四郎を神の御子として反乱を起こす。しかし、予定していた明国からの援軍が得られずに敗退した。
- 南条範夫の『慶安太平記』では、島原の乱で敗れた後、阿蘇の山中に潜んでいたところ、正雪と遭遇する。天草四郎の擁立に用いた天竺の幻術を授け、大坂の金井半兵衛を紹介する。
- 新宮正春の『島原軍記 海鳴りの城』では、大坂の陣後四国に落ち延びていた明石掃部の後身として登場。内藤如安の立てた幕府転覆策に基づき、イスパニア艦隊を以て近隣大名や幕府軍を壊滅させるための囮となるため、島原で大乱を起こす。この時、過去を断ち切り、島原を死所とする決意を込めて「森宗意」を名乗る。
- 『Fate/Samurai Remnant』では、ホムンクルスを鋳造する魔術師一族から技術の一部を盗み取り後の正雪を鋳造したことになっている。本人は島原の乱で戦死している。